# Portland-sten
Portland-sten er en kalksten fra Juratiden, som brydes på Portland-halvøen i Dorset, England. Stenbruddene ligger ved aflejringer af hvid-grå limsten adskilt af flint-aflejringer. Den er blevet brugt i stort omfang overalt på de Britiske Øer, mest kendt er de store offentlige bygninger i London, såsom St Paul's Cathedral og Buckingham Palace. Den bliver også eksporteret til mange lande – Portland sten er brugt til FN's hovedkvarter i New York, for eksempel.
Betegnelsen "Portlandcement" blev introduceret af Joseph Aspdin, som i 1824 producerede en hydraulisk binder ved at brænde en blanding af limsten og ler, efterlignende romerrigets cement og præsenterende en tekstur meget lig den Oolithiske Portland-sten.

## Gravsten og mindesmærker
Alle gravsten for personnel fra de britiske væbnede styrker dræbt i den Første og den Anden Verdenskrig, er lavet af Portland-sten. Men disse begyndte at slides af vind og vejr, og detaljer såsom regiments-emblemet blev svære at skelne, så Commonwealth War Graves Commission begyndte at bruge botticino, en hvid marmor limsten, fra omkring 1998. Portand-sten blev også brugt til det £6 millioner dyre mindesmærke i Staffordshire, England, designet af Liam O'Connor Architects and Planning Consultants, som bærer navnene på de mere end 16.000 britiske soldater, som er døde siden 2. verdenskrig.

## Galleri
- St. Pauls Cathedral.
- Hovedindgangen på Buckingham Palace.

- Cunard bygningen i Liverpool, opført 1914-17.
- Facaden på Bush House, London. Hjemsted for BBC World Service siden 1940.
- FN bygningen i New York er også beklædt med sten fra Portland.
- Stenbrud på Portland-halvøen.